# 卡普萊克 (密歇根州)
卡普萊克（英語：Carp Lake）是位於美國密歇根州埃米特縣的一個普查規定居民點。

## 人口
根據2020年美國人口普查的數據，卡普萊克的面積為5.33平方千米，當中陸地面積為7.04平方千米，而水域面積為356平方千米。當地共有人口人，而人口密度為每平方千米29人。